# Administration des chemins de fer (Luxembourg)
Pour les articles homonymes, voir ACF.
L'Administration des chemins de fer (ACF) est une administration publique luxembourgeoise chargée de la sécurité du réseau ferroviaire de l'État luxembourgeois, exploité par la Société nationale des chemins de fer luxembourgeois (CFL) et du tramway exploité par Luxtram.

## Histoire
L'ACF est créée par la loi modifiée du 22 juillet 2009 relative à la sécurité ferroviaire, qui confie à l'ACF les rôles d'autorité de sécurité et d'organisme de répartition des sillons horaires. Jusqu'à sa création, l'attribution des sillons était dévolue à la cellule « Accès réseau » du Verkéiersverbond (Communauté des transports).
La loi du 13 juin 2017 ayant pour objet la sécurité du tramway confie à l'ACF des missions similaires pour le tramway de Luxembourg.

## Rôle et missions
Le rôle de l'ACF est de garantir et d'améliorer la sécurité du réseau ferré luxembourgeois (dont l'équipement des trains du système ETCS L1), d'assurer l'interopérabilité ferroviaire, un accès libre et équitable au réseau à n'importe quel opérateur ferroviaire (SNCF, SNCB et Deutsche Bahn pour citer les principaux opérateurs étrangers desservant le réseau grand-ducal) et, dans ce but, se charge de répartir les sillons horaires.
Pour les tramways, le rôle de l'ACF est notamment d'assurer la délivrance des certificats de sécurité, l'autorisation et la conformité des systèmes et délivre les licences de conduite aux conducteurs de tramway.